# Cirrhopetalum elegans
Espèce
Cirrhopetalum elegans est une espèce de plantes à fleurs de la familles des Orchidaceae (les orchidées) et de la sous-famille des Epidendroideae trouvée en Malaisie péninsulaire.